# 哈德成
哈德成（1888年—1943年10月25日），经名希拉伦丁（Hilal al—Din，意为“宗教的新月”），字国桢，回族，陕西省南郑县人，中华民国大阿訇、经学教育家，与王静斋、马松亭、达浦生并称中国现代“四大阿訇”。

## 生平
哈德成的原籍是陕西省南郑县，早年随父亲哈希龄迁居上海。自幼学习儒书，并随父亲学习阿拉伯语。16岁到江苏镇江以及河南向伊斯兰教经师学习。后来任上海浙江路清真寺（俗称“外国寺”）教长，其间自学阿拉伯语、波斯语、英语、乌尔都语。1913年到麦加朝觐，1914年回国，发起成立协兴公司，利用该公司开展海外贸易，盈利用来培养中国伊斯兰教人材。1919年，任驻锡兰（今斯里兰卡）、埃及经理。1924年回到上海，和马刚侯等人筹组“中国回教学会”，并且出版该会《月刊》，还翻译《古兰经》，先后出版《古兰经》第1至3卷中文译本。1928年，和达浦生等人创办上海伊斯兰师范学校，并派优秀毕业生留学埃及。
1937年抗日战争全面爆发后，哈德成在上海租界筹办慈善事业。1941年化名“马国成”，独自逃到重庆，并谢绝国民政府聘任，赴云南省沙甸，帮助其学生马坚翻译全本《古兰经》，并且在养正阿拉伯语专科学校高级班任教。
1943年10月25日，哈德成在沙甸病逝，享年56岁。